# متحف بن خلف
متحف بن خلف أحد متاحف منطقة عسير في سبت العلاية، أسسه سعيد بن خلف مفلح الحارثي، يقع المتحف في مبنى مستقل من دور واحد عبارة عن قاعة كبيرة بها العديد من قطع التراث على شكل مجموعات تتمثل في مجموعة الأسلحة وتحتوي سيوف بنادق رماح خناجر ومجموعة أدوات الزراعة القديم ومجموعة أدوات الطهي القديمة وبعض أنواع الحبوب المستخدمة قديمًا ومجموعة العملات القديمة الورقية والمعدنية ومجموعة متكونة من مخطوطات قديمة وصور.